# Cirrhitichthys
Cirrhitichthys es una género de peces.

## Especies
- Cirrhitichthys aprinus (G. Cuvier, 1829)
- Cirrhitichthys aureus (Temminck & Schlegel, 1842)
- Cirrhitichthys bleekeri F. Day, 1874
- Cirrhitichthys calliurus Regan, 1905
- Cirrhitichthys falco J. E. Randall, 1963
- Cirrhitichthys guichenoti (Sauvage, 1880)
- Cirrhitichthys oxycephalus (Bleeker, 1855)
- Cirrhitichthys randalli Kotthaus, 1976